# アナスタシヤ・ヤロポルコヴナ
アナスタシヤ・ヤロポルコヴナ（ロシア語: Анастасия Ярополковна、1074年 - 1158年1月3日）は、ヴォルィーニ公ヤロポルクと妻クニグンデ(ru)との間の娘である。ミンスク公妃（ミンスク公グレプ妻）。

## 史料上の言及
ルーシの年代記（レートピシ）には、この女性の名を記したものはなく、アナスタシヤという名は『キエフ史要(ru)』（1674年に完成したロシア最初のロシア史教本）の中にのみ記されている。また年代記には、アナスタシヤの没年のみが記されている。すなわち、1158年の1月3日、午前2時にアナスタシヤは永眠し、それは先立った夫・グレプが没してから40年後であった。アナスタシヤは、キエフ・ペチェールシク大修道院において、キエフのフェオドシー(ru)の聖骨箱(ru)の隣に、夫と共に埋葬された。という記述である。また、アナスタシヤは死に際して、所有していた5つの村、チェリャヂ、その他全財産を、キエフ・ペチェールシク大修道院に遺贈した。
キエフ・ペチェールシク大修道院には、1638年に修道士アファナシー・カリノフォイスキー(ru)によって碑文が書かれた、グレプとアナスタシヤの記念碑がある。

## 結婚と息子
アナスタシヤの父ヤロポルクは1186年に殺害され、その後にアナスタシヤの母のクニグンデは、最年少の娘（アナスタシヤの妹）を連れて出身地であるドイツに帰った。一方アナスタシヤはルーシに留まっており、おそらく、既に結婚していたか、少なくとも婚約していたと考えられる。なお、L.アレクセエフ(ru)はアヤスタシヤとグレプとの婚約は1073年の初めであり、その婚約はキエフ大公イジャスラフ（アナスタシヤの祖父）とその兄弟たちとの紛争の要因となったとみなしているが、1073年にはまだアナスタシヤは生まれていないとする、この説に対する反論が述べられている。
また、グレプの子としては、ロスチスラフ、ヴォロダリ、フセヴォロド(be)、イジャスラフがいることが知られているが、このうちロスチスラフはアナスタシヤの子ではなく、グレプとその先妻との間の子ではないかという仮説も提唱されている。その根拠は、ロスチスラフの妻とされるソフィヤは、ロスチスラフにとってはアナスタシヤ側の再姉妹にあたるが、このような親等関係上の結婚は教会の許可するものではなく、まれにのみ行われるものであるというものである。とはいえ、ロスチスラフの妻の出自は明確に断定しうるものではないがゆえに、ロスチスラフもまたアナスタシヤの子であるとみなしうるとする指摘もある。